# Корейский комитет космических технологий
Коре́йский комите́т косми́ческих техноло́гий (кор. 조선우주공간기술위원회, КККТ/KCST) — государственное космическое агентство Корейской Народно-Демократической Республики.
Считается, что Комитет был основан в 1980-е годы «для исследований космического пространства и его мирного использования». КККТ отвечает за все действия в стране по вопросам изготовления искусственных спутников и прочих космических исследований.
В марте 2009 года КНДР информировала о своем присоединении к международному договору по космосу от 1966 года (с 6 марта 2009) и Конвенции о регистрации объектов, запускаемых в космическое пространство, от 1974 года (с 10 марта 2009).
Под управлением Комитета в КНДР официально было произведено первые три космических старта: 31 августа 1998 года и 5 апреля 2009 года с космодрома Тонхэ (Мусудан-ни) и 13 апреля 2012 года с космодрома Сохэ (Тончхан-ни) были предприняты попытки вывести на орбиту соответственно экспериментальные спутники «Кванмёнсон-1» и «Кванмёнсон-2» и прикладной спутник «Кванмёнсон-3». Первые два запуска были объявлены КНДР успешно выведенными и работавшими на орбите, но в мире не подтверждены, третий запуск по наблюдениям международного сообщества и признанию КНДР окончился неудачей. 12 декабря 2012 года КНДР произвела успешный запуск спутника «Кванмёнсон-3», что сделало страну 10-й космической державой, способной запускать спутники собственными ракетами-носителями, опередив Южную Корею.
Комитет космических технологий сообщал, что КНДР планирует вывести на орбиту несколько искусственных спутников, «предназначенных для изучения природных ресурсов Земли, прогнозирования погоды и других целей, важных для экономического развития страны», а в дальнейшем даже организовать своими силами пилотируемые полёты.
4 января 2013 года Корейский комитет космических технологий награждён орденом Ким Чен Ира.